# Đảo Saint John

Ảnh chụp bản đồ đảo Saint John.

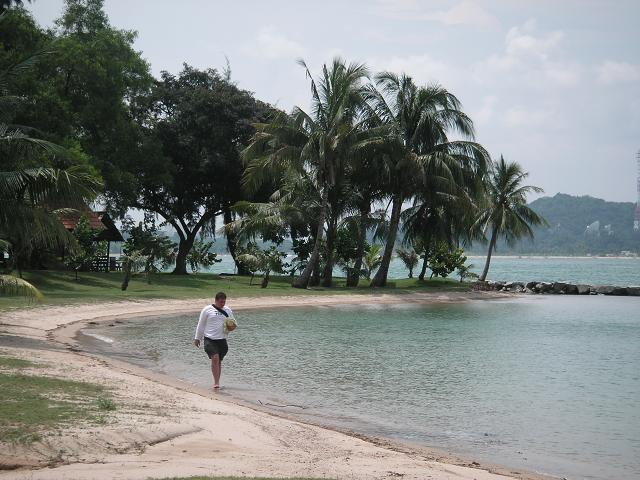
Bãi biển Bắc của đảo.

Đảo Saint John hay Sakijang Bendera là một trong những hòn đảo nằm ở vùng biển phía Nam của Singapore. Nó có diện tích 40,5 héc-ta với địa hình nhiều đồi núi và cách 6,5 km về phía Nam so với đảo Singapore chính, nằm ngoài khơi tại eo biển Singapore. Hòn đảo vốn nổi tiếng bởi những câu chuyện ma theo lời kể của dân địa phương, là nơi dừng chân của đoàn hải hành của Stamford Raffles vào năm 1819 khi ông gặp mặt các tù trưởng người Mã Lai ở địa phương.
Trước đây, Sakijang Bendera từng là trạm kiểm dịch đối với những người nhập cư bị bệnh tả và từ năm 1901 thì những người bệnh tê phù cũng được đưa tới đảo để điều trị. Từ thập niên 1930, Sakijang Bendera được quốc tế công nhận là trung tâm kiểm dịch dành cho các di dân người châu Á cũng như các khách hành hương từ Mecca về. Các bệnh nhân thuộc những loại bệnh khác - tỉ như bệnh phong về sau cũng được đưa về đây. Khi việc di cư quy mô lớn chấm dứt vào giữa thế kỷ 20, Sakijang Bendera trở thành nơi tọa lạc các nhà tù cũng như trại cai nghiện. Từ năm 1975, Sakijang Bendera được cải tạo thành một khu nghỉ dưỡng với hồ bơi, bãi biển, nơi cắm trại, đường đi bộ và sân bóng đá. Đồng thời, Sakijang Bendera cũng là một hòn đảo có hệ sinh thái đa dạng với quần động thực vật phong phú và hấp dẫn khách du lịch. Ở phía Nam của đảo cũng có một hệ thống đê chắn sóng và bến phà để đón khách đi và đến từ đảo Singapore chính.
Đảo Sakijang Bendera cũng là nơi tọa lạc của Viện Hải dương học Nhiệt đới và Cục Nông nghiệp-Thực phẩm và Thú y (Agri-Food & Veterinary Authority - AVA) của Trung tâm Nuôi trồng hải sản Singapore. Một trại tạm giam dành cho người nhập cư bất hợp pháp vẫn còn tồn tại ở đây.
Khách thập phương nếu muốn ở lại trên đảo một thời gian ngắn có thể đăng ký trọ tại khách sạn mang tên Holiday Bungalow với số lượng thành viên có thể lên tới 10 người và chỗ ở có sẵn một nhà bếp. Những đoàn du khách được tổ chức có thể trú ngụ tại các khu nhà ở tập thể tại Holiday Camps với sức chứa lên tới 60 người. Holiday Camps được trang bị sẵn những dụng cụ nấu nướng tối thiểu và du khách cũng có thể đọc sách dưới ánh mặt trời. Việc ở qua đêm tại đảo này chỉ được cho phép cho các du khách đăng ký tại hai khu trọ trên.